# Реднекс
„Реднекс“ (на английски: Rednex) е известна техно-кънтри евроденс формация от Стокхолм, Швеция.
Сформирана е през 1994 г. Придобиват световна популярност благодарение на своя дебютен хитов сингъл Cotton Eye Joe. Друга тяхна по-известна песен е The spirit of the hawk (2000).
До 2009 г. „Реднекс“ има 18 издадени сингъла, 2 студийни албума и компилация от най-добри изпълнения.

## Дискография

### Студийни албуми
- Sex & Violins (1995)
- Farm Out (2000)

### Компилации
- The Best of the West (2003)